# Euherdmania areolata
Euherdmania areolata is een zakpijpensoort uit de familie van de Euherdmaniidae. De wetenschappelijke naam van de soort is voor het eerst geldig gepubliceerd in 1978 door Millar.